# Unió de les Corones

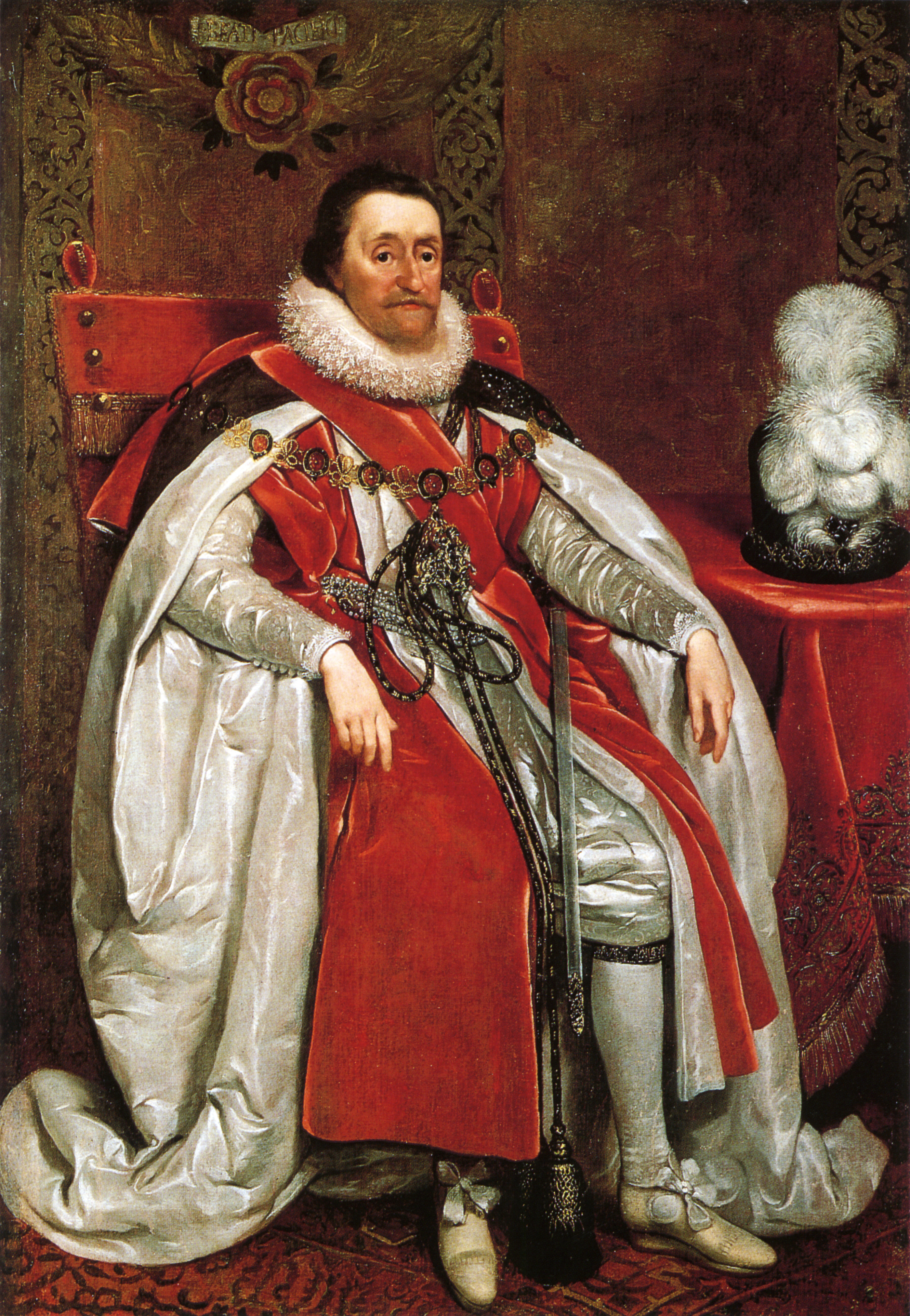
Jaume I d'Anglaterra i VI d'Escòcia.

La Unió de les Corones, en anglès conegut amb el nom de Union of the Crowns, és un terme que es refereix a l'accés al tron d'Anglaterra per part de Jaume VI d'Escòcia el març de 1603 després de la mort sense descendència de la seva cosina Elisabet I d'Anglaterra, l'última reina de la dinastia Tudor.
El terme en si mateix, encara que és generalment acceptat, és confús; parlant pròpiament, aquesta va ser una unió personal o dinàstica, romanent separades les corones d'Anglaterra i Escòcia, tot i els intents de Jaume de crear un tron imperial per a la Gran Bretanya. Anglaterra i Escòcia van continuar sent regnes separats, si bé compartien un monarca comú, fins a l'Acta de la Unió de 1707, per la qual Anna I d'Anglaterra es va convertir en governant del nou Regne de la Gran Bretanya.

## Successió dels Stuart
L'agost de 1503 Jaume IV d'Escòcia es casà amb Margarida Tudor, l'última filla d'Enric VII d'Anglaterra. El matrimoni fou el resultat de la signatura del Tractat de Pau Perpètua entre el mateix Jaume IV i Enric VII, que havia de posar pau als segles de rivalitat anglo-escocesa.
L'aspecte més important però fou el que comportà que, mitjançant aquest matrimoni, en el futur la dinastia Stuart escocesa passà a dirigir el Regne d'Anglaterra. En el moment de realitzar-se el casament, necessari per a arribar a la desitjada pau entre els dos monarques britànics, aquesta idea era ben remota. La pau, però, no fou en "perpetuïtat", ja que tan sols va durar deu anys: el 1513 Enric VIII d'Anglaterra, que havia succeït el seu pare quatre anys abans, va decidir declarar la guerra amb el Regne de França, i en resposta aquest país va invocar els termes de l'Aliança Auld, el seu antic vincle amb el Regne d'Escòcia. Així doncs, Jaume IV d'Escòcia va envair el nord d'Anglaterra i va encapçalar la batalla de Flodden, en la qual el rei escocès morí i el seu país fou derrotat.
En els decennis posteriors les relacions entre Anglaterra i Escòcia anaren de mal en pitjor. A mitjans del regnat del rei anglès els problemes de la successió es convertiren en un gran problema d'estat, però s'atreví a excloure de la línia de successió els descendents de Margarida Tudor, problema que es veié resolt inicialment quan Isabel I d'Anglaterra accedí al tron. Encara que la qüestió del seu matrimoni es va plantejar una vegada i una altra durant el seu regnat, la mateixa reina postposà i eludí aquesta necessitat. A finals del seu regnat ja es feu evident que l'únic capacitat per poder esdevenir l'hereu del tron anglès era Jaume VI d'Escòcia, besnét de Jaume IV i Margarida Tudor, un fet que fou anhelat per ell durant molts anys.